# Magda Rose-Weingardt
Magda Rose-Weingardt, geb. Weingardt (* 27. September 1902 in Aurich; † 17. Dezember 1996), war eine deutsche Malerin.

## Leben

### Familie
Magda Rose-Weingardt war die Tochter eines Hotelbesitzers in Aurich. Ab 1932 war sie verheiratet. Sie zog, bedingt durch die berufliche Tätigkeit ihres Ehemannes, nach Hamburg und Köln. Ab 1972 wohnte sie auf der Insel Sylt.

### Werdegang
Von 1919 bis 1921 besuchte Magda Rose-Weingardt die Kunstgewerbeschule Hannover und erhielt Unterricht bei Georg Kindermann und Carl Wiederhold. Von dort wechselte sie 1928 zur Reimannschule nach Berlin und erhielt Unterricht im Zeichnen, Komposition sowie Schaufenster- und Plakatentwurf.
Während des Zweiten Weltkriegs war sie als DRK-Schwesternhelferin tätig und wurde hierbei während der Bombardierungen auf Köln tief geprägt.
Nach 1945 erhielt sie Unterricht bei Will Sohl in Heidelberg mit dem Schwerpunkt Landschaft und Blumen; in dieser Zeit entstanden die ersten figürlichen Kompositionen. Durch Will Sohl wurde auch ihr Interesse für die Insel Sylt geweckt.
In Mannheim fand sie über Paul Berger-Bergner, der an der privaten Werkkunstschule Mannheim (heute: Technische Hochschule Mannheim) lehrte, den Weg zu vereinfachenden Formen.

### Künstlerisches Wirken
Magda Rose-Weingardt bevorzugte verschiedene Mischtechniken, unter anderem unterlegte und raffte sie Japanpapier in die nasse Grundfarbe und überzeichnete mit dem Kohlestift. Sie thematisierte auch die Vereinsamung und Entfremdung von Menschen sowie die Umweltzerstörung.

## Ausstellungen
- 1967: Haus der Kunst, Gruppe Münchner Kunstgenossenschaft, München
- 1968: Württembergischer Kunstverein, Stuttgart
- 1986: GEDOK, Hamburg
- Kunstverein und Kurpfälzisches Museum, Heidelberg
- Schloss Schwetzingen
- Badischer Kunstverein, Karlsruhe
- Galerien in Heide, Flensburg, Keitum u. a.

## Mitgliedschaften
Magda Rose-Weingardt war Mitglied im Berufsverband der Bildenden Künstler und der GEDOK.

## Werke (Auswahl)
Werke von Magda Rose-Weingardt befinden sich in der Kirche St. Mauritius (Kirchenfenster) in Heidelberg-Leimen, in der Kirche St. Severin (Christusbild) und im Sylter Heimatmuseum (Mutter mit Kind) in Keitum sowie in der St. Nils-Kirche (Tod und das Mädchen, 1993) in Alt-Westerland.